# San Pedro (Santa Bárbara)
San Pedro è un distretto della Costa Rica facente parte del cantone di Santa Bárbara, nella provincia di Heredia.
San Pedro comprende 2 rioni (barrios):
- Betania
- Rosales